# Norman Kernaghan
Norman Kernaghan (Belfast, 29 luglio 1917 – Belfast, 7 settembre 1997) è stato un calciatore e allenatore di calcio nordirlandese.

## Biografia
Nacque a Belfast in una casa al civico 32 di Daisyfield Street. Lavorò come compositore tipografico per il quotidiano "The News Letter" anche dopo aver debuttato come calciatore. Restò sempre molto legato alla sua città natale e al culmine della sua carriera rifiutò proposte di trasferimento da importanti squadre inglesi e scozzesi (Manchester United, Huddersfield Town, Hearts of Midlothian). Morì nel 1997 all'età di 80 anni.
I tifosi del Belfast Celtic lo soprannominarono Twinkle Toes, viceversa i tifosi rivali del Linfield lo chiamavano dispregiativamente Shirley in quanto i suoi capelli ricordavano quelli di Shirley Temple.

## Carriera

### Giocatore

#### Club
Inizia a giocare con il Cliftonville per poi passare al Belfast Celtic nel 1935. Con i biancoverdi di Belfast gioca per dieci stagioni diventando uno dei giocatori simbolo del club. Con la maglia del Celtic segna in una sola stagione 54 reti. Subito dopo la guerra passa al Lisburn Distillery restandovi per un solo anno, nel 1946 si trasferisce al Ballymena United dove concluderà la sua carriera nel 1949 ricoprendo durante l'ultima stagione il doppio incarico di giocatore e allenatore.

#### Nazionale
Ha collezionato tre presenze nella nazionale irlandese dell'IFA mettendo a segno due reti. Esordì con la maglia della nazionale il 3 marzo 1936 all'età di 18 anni e 238 giorni, diventando il più giovane giocatore a vestire la maglia della nazionale irlandese (record poi battuto nel 1982 da Norman Whiteside).

### Allenatore
Inizia la carriera da allenatore nel 1949 mentre è ancora sotto contratto come giocatore per il Ballymena United, la dirigenza del club decise di affidare a lui la squadra dopo l'esonero del precedente tecnico Bob McKay. Nella sua seconda stagione sulla panchina del Ballymena porta la squadra in finale di Irish Cup, poi persa 3-1 contro il Glentoran, e alla vittoria del County Antrim Shield.
Dopo un'esperienza col piccolo club dell'Hazeldene, l'anno successivo, nel 1953, passa alla guida del Glenavon.
Negli anni sessanta allena il Cliftonville, nello stesso periodo ricopre l'incarico di allenatore delle selezioni giovanili dell'Irlanda del Nord; tra i calciatori allenati da Kernaghan ci fu anche il giovane George Best.

## Statistiche

### Cronologia presenze e reti in Nazionale
| Cronologia completa delle presenze e delle reti in nazionale ― Irlanda | Cronologia completa delle presenze e delle reti in nazionale ― Irlanda | Cronologia completa delle presenze e delle reti in nazionale ― Irlanda | Cronologia completa delle presenze e delle reti in nazionale ― Irlanda | Cronologia completa delle presenze e delle reti in nazionale ― Irlanda | Cronologia completa delle presenze e delle reti in nazionale ― Irlanda | Cronologia completa delle presenze e delle reti in nazionale ― Irlanda | Cronologia completa delle presenze e delle reti in nazionale ― Irlanda |
| Data                                                                   | Città                                                                  | In casa                                                                | Risultato                                                              | Ospiti                                                                 | Competizione                                                           | Reti                                                                   | Note                                                                   |
| ---------------------------------------------------------------------- | ---------------------------------------------------------------------- | ---------------------------------------------------------------------- | ---------------------------------------------------------------------- | ---------------------------------------------------------------------- | ---------------------------------------------------------------------- | ---------------------------------------------------------------------- | ---------------------------------------------------------------------- |
| 11-03-1936                                                             | Belfast                                                                | Irlanda                                                                | 3 – 2                                                                  | Galles                                                                 | Torneo Interbritannico 1936                                            | 1                                                                      |                                                                        |
| 31-10-1936                                                             | Belfast                                                                | Irlanda                                                                | 1 – 3                                                                  | Scozia                                                                 | Torneo Interbritannico 1937                                            | 1                                                                      |                                                                        |
| 23-10-1937                                                             | Belfast                                                                | Irlanda                                                                | 1 – 5                                                                  | Inghilterra                                                            | Torneo Interbritannico 1938                                            | -                                                                      |                                                                        |
| Totale                                                                 |                                                                        | Presenze                                                               | 3                                                                      |                                                                        | Reti                                                                   | 2                                                                      |                                                                        |

## Palmarès

### Giocatore
- Irish League: 5

Belfast Celtic: 1935/36, 1936/37, 1937/38, 1938/39, 1939/40
- Irish Cup: 4

Belfast Celtic: 1936/37, 1937/38, 1940/41, 1942/43
- Gold Cup: 1

Belfast Celtic: 1939/40
- City Cup: 1

Belfast Celtic: 1939/40
- County Antrim Shield: 5

Belfast Celtic: 1935/36, 1936/37, 1938/39
Lisburn Distillery: 1945/46
Ballymena United: 1947/48
- Charity Cup: 1

Belfast Celtic: 1938/39

### Allenatore
- County Antrim Shield: 1

Ballymena United: 1950/51